# (15569) Feinberg
(15569) Feinberg est un astéroïde de la ceinture principale.

## Description
(15569) Feinberg est un astéroïde de la ceinture principale. Il fut découvert le 5 avril 2000 à Socorro (Nouveau-Mexique) par le projet LINEAR. Il présente une orbite caractérisée par un demi-grand axe de 2,24 UA, une excentricité de 0,18 et une inclinaison de 1,8° par rapport à l'écliptique.

## Compléments